# Муйрхертах Уа Бриайн
Муйрхертах Уа Бриайн (ирл. Muirchertach Ua Briain; ок. 1050 — 10 марта 1119) — король Мунстера (1086—1114, 1115—1116, 1118—1119), верховный король Ирландии (1101—1119). Третий сын верховного короля Ирландии Тойрделбаха Уа Бриайна (ирл. — Toirdelbach Ua Briain), правнук верховного короля Ирландии Бриана Борума.

## Биография

### Исторический фон
После изгнания викингов прадедом Муйрхертаха Уа Бриайна — Брианом Борума в Ирландии наступила пора внутренних распрей и бесконечной борьбы за трон верховного короля Ирландии между королями могущественных королевств, на которые была разделена Ирландия: Мунстером, Лейнстера и Айлеха. В X—XI веках после смерти верховного короля Ирландии Маэл Сехнайлла мак Домнайлла был ряд самопровозглашённых верховных королей, власть которых не хотели признавать вассальные короли Ирландии. Верховные короли должны были вести бесконечные войны за утверждение своей власти. Муйрхертах Уа Бриайн был сыном верховного короля, был достаточно способным политиком, хотя и не отличался талантами полководца — Тойрделбаха Ва Бриайна, который сумел вовремя рассорить своих врагов. Он происходил от королей Мунстера — королевства, до Бриана Борумы практически никогда не сажали своих представителей на трон верховных королей Ирландии. Мунстер был сильным королевством в Ирландии, но власть верховных королей веками до того находилась в руках различных кланов из рода О’Нейлл.
В 1086 году верховный король Тойрделбах Уа Бриайн скончался от болезни. Самопровозглашенным верховным королём Ирландии вновь стал представитель рода О’Нейлл — Домналл Уа Лохлайнн из клана Кенел Эогайн, король Айлеха. Власть была его непрочная и не признавалась южными и западными королевствами Ирландии — Лейнстером, Мунстером, Осрайге, Коннахтом. Его власть как верховного короля признали только северные королевства Ирландии — Улад, Айргиалла, Дал Риада, Дал н-Арайде, Тир Конайлл, Брейфне и Айлех (королём которого он собственно и был). Южные летописи утверждают, что после смерти Тойрделбаха Уа Бриайна власть верховного короля должна была быть разделена в Ирландии между тремя его сыновьями — Тадгом (ум. 1086), Муйрхертахом и Диармайтом (ум. 1118). Тадг вскоре после этого умер. Диармайта Муйрхертах выгнал из Мунстера, провозгласив, что престол Мунстера и трон верховных королей Ирландии по праву должен принадлежать только ему.

### Король Мунстера
Между 1086 и 1101 годами Муйрхертах Ва Бриайн был королём Мунстера, консолидировав в своих руках власть над этим королевством безраздельно. В 1089 году он совершил военные походы против королевства Миде и Лейнстера, захватил трон и власть в королевстве Лейнстер и стал бороться за Дублин, который в то время был отдельным королевством. В 1093 году он заключил мир и принял дань от короля Тары Домналл мак Флайнна Уа Майла Сехнайлла (ирл. — Domnall mac Flainn Ua Maíl Shechnaill) — короля, теоретически имел право верховным королём Ирландии. В том же году он заключил мир со своим братом Диармайтом в замке Кашель на «горе королей».

### Верховный король Ирландии
В 1094 году Муйрхертах Ва Бриайн воевал с королями Лех Куин (ирл. — Leth Cuinn) и Гудредом Крованом (ирл. — Gofraid) — королём Дублина (1086—1094). Муйрхертах Ва Бриайн выгнал Гудреда из Дублина и установил свою власть над этим городом и королевством. Затем от совершил поход на Миде и победил короля Домналла мак Фланна Уа Майла Сехнайлла, тем самым продемонстрировав своё превосходство и власть над королевской династией О’Нейлл, правившей королевствами Миде и Айлех и на то время в лице короля Айлеха владевшей троном верховных королей Ирландии. В 1101 году он провозгласил себя верховным королём Ирландии. В этом же году он передал свою крепость и замок Кашел на «горе королей» в дар церкви.

### Союз с Арнульфом де Монтгомери
В то время Арнульф де Монтгомери искал союзников для борьбы с Генрихом I — королём Англии. Арнульфом де Монтгомери послал своего уполномоченного — Джеральда Виндзорского в Ирландию, чтобы договориться о союзе с Муйрхертахом Уа Бриайном. Согласно валлийским летописям, Арнульф «хотел заключить мир с ирландцами и получить от них помощь. Послами были Джеральд Стюарт (Джеральд Виндзорский) и много других благородных мужей. Они просили дочь короля Муйрхертаха в качестве жены для Арнульфа Монтгомери — на что было дано согласие. Послы радостными вернулись в свои земли и Муйрхертах направил свою дочь и много вооруженных кораблей вместе с ней для помощи и тогда графы … поднялись с гордостью и отказались принять любой мир от короля (Генриха I)».

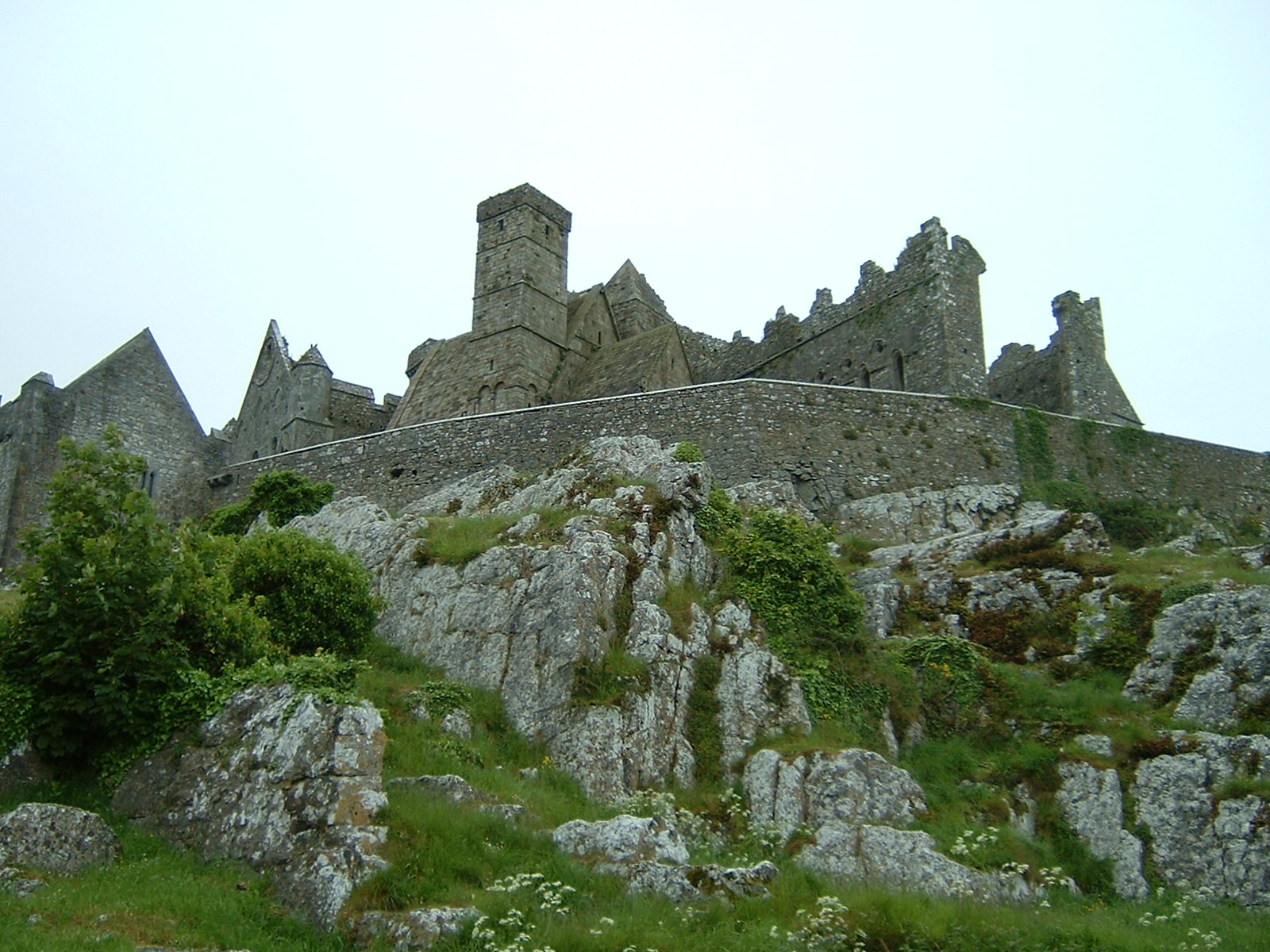
Замок Кашель — на «королевской скале», где была резиденция короля Муйрхертаха Уа Бриайна

Но в результате войны Арнульф де Монтгомери и его брат Роберт потерпели поражение от войск Генриха I и вынуждены были бежать в Ирландию. Арнульф де Монтгомери и его брат воевали вместе с Муйрхертахом Уа Бриайном против Магнуса Барегелса (ирл. — Magnus Barelegs). Но когда Арнульф де Монтгомери попытался захватить для себя земли и королевство, Муйрхертах Уа Бриайн забрал у него жену и как пишут летописи: «… забрал свою дочь от Арнульфа и отдал эту бессмысленную девчонку в жены одному из своих двоюродных братьев. Он решил убить Арнульфа в качестве награды за его союз, но последний … бежал к своей стране и жил там в течение двадцати лет без определенного места жительства …». Лафракох сообщает, что несмотря на короткое время брака дочери Муйрхертаха с Арнульфом у них были дети — две дочери: Алис де Монтгомери и Мари де Монтгомери.

### Магнус Барелег
В 1102 году Муйрхертах Уа Бриайн заключил союз с Магнусом Барелегсом — Магнусом Босоногим (ирл. — Magnus Barelegs) — королём Норвегии, выдав свою дочь Блахмин Уа Бриайн (ирл. — Blathmin Ua Briain) замуж за его сына Сигурда Магнуссона (норв. — Sigurd I Magnusson). Вместе с Магнусом он совершил успешный поход на Ольстер (Улад), разбив армии северных ирландских королевств. После года победоносной войны Магнус Барелегс собирался уже вернуться в Норвегию, но он попал в засаду — его убили ирландские воины из Ольстера. После смерти Магнуса Барелегса брак его дочери распался, а Муйрхертах Уа Бриайн начал терять власть в Ирландии.
В 1114 году верховный король Ирландии Муйрхертах Уа Бриайн тяжело заболел. По свидетельству современников, он «превратился в живой скелет». В ответ на несчастье короля его брат Диармайт Уа Бриайн захватил власть в королевстве Мунстер и выгнал оттуда Муйрхертаха Уа Бриайна. В следующем, 1115 году король Муйрхертах Уа Бриайн восстановил силы, собрал войско и начал отвоевывать своё королевство. Он сумел восстановить свой контроль и власть над Мунстером.

### Смерть
10 марта 1119 года Муйрхертах Уа Бриайн умер от болезни в монастыре в Лисморе. После смерти Муйрхертаха новым верховным королём Ирландии стал король Коннахта Тойрделбах Уа Конхобайр (1119—1156).

### Семья
Был женат на Дербфргайлл (? — 1086), дочери короля Аргиайллы. Дети:
- Мор (ум. 1137), жена короля Миде Мурхада мак Домналла Уа Маэла Сехнайлла
- Домналл (ум. 1135)
- Блахмин, жена с 1103 года короля Норвегии Сигурда I Крестоносца
- Лафракот, жена с 1101 года англонормандского аристократа Арнульфа Монтгомери

## Оценки
Энтони Кондон так оценил правления Муйрхертаха Уа Бриайна: "Муйрхертах Уа Бриайн был амбициозным королём и хотел получить такую же власть и роль как Вильгельм Рыжий и Генрих I в Англии. Но его положение было аналогичным положения Филиппа II во Франции … Хотя на вершине своего могущества он имел гораздо больше власти чем имел Филипп II во Франции … Муйрхертах Уа Бриайн пытался вести активную внешнюю политику и распространить своё влияние далеко за пределы Ирландии … ".